# World Team Trophy 2025
World Team Trophy 2025 - 9. edycja międzynarodowych zawodów drużynowych w łyżwiarstwie figurowym, która odbywała się w dniach od 17 do 20 kwietnia 2025 roku w Tokio, w Japonii. Do uczestnictwa w zawodach zakwalifikowało się sześć państw, których zawodnicy w sezonie 2024/2025 uzyskali najlepsze wyniki podczas zawodów z cyklu Grand Prix oraz Mistrzostw Świata, Mistrzostw Europy oraz Mistrzostw Czterech Kontynentów. Były to: Stany Zjednoczone, Japonia, Kanada, Francja, Włochy oraz Gruzja. Reprezentacja każdego kraju składała się z dwóch solistów, dwóch solistek, jednej pary sportowej oraz jednej pary tanecznej.

## Zawodnicy
| Kanada            | Aleksa Rakic         | Sara-Maude Dupuis   | Deanna Stellato-Dudek / Maxime Deschamps | Piper Gilles / Paul Poirier              |
| Kanada            | Roman Sadovsky       | Madeline Schizas    | Deanna Stellato-Dudek / Maxime Deschamps | Piper Gilles / Paul Poirier              |
| Francja           | Kévin Aymoz          | Lorine Schild       | Camille Kowalew / Pawieł Kowalew         | Jewgienija Łopariowa / Geoffrey Brissaud |
| Francja           | Adam Siao Him Fa     | Léa Serna           | Camille Kowalew / Pawieł Kowalew         | Jewgienija Łopariowa / Geoffrey Brissaud |
| Gruzja            | Nika Egadze          | Anastasiia Gubanova | Anastasiia Metelkina / Luka Berulava     | Diana Davis / Gleb Smołkin               |
| Gruzja            | Morisi Kvitelashvili | Alina Urushadze     | Anastasiia Metelkina / Luka Berulava     | Diana Davis / Gleb Smołkin               |
| Włochy            | Daniel Grassl        | Lara Naki Gutmann   | Sara Conti / Niccolò Macii               | Charlène Guignard / Marco Fabbri         |
| Włochy            | Nikolaj Memola       | Anna Pezzetta       | Sara Conti / Niccolò Macii               | Charlène Guignard / Marco Fabbri         |
| Japonia           | Yuma Kagiyama        | Mone Chiba          | Riku Miura / Ryuichi Kihara              | Utana Yoshida / Masaya Morita            |
| Japonia           | Shun Satō            | Kaori Sakamoto      | Riku Miura / Ryuichi Kihara              | Utana Yoshida / Masaya Morita            |
| Stany Zjednoczone | Jason Brown          | Amber Glenn         | Alisa Jefimowa / Misza Mitrofanow        | Madison Chock / Evan Bates               |
| Stany Zjednoczone | Ilia Malinin         | Alysa Liu           | Alisa Jefimowa / Misza Mitrofanow        | Madison Chock / Evan Bates               |

## Wyniki

### Klasyfikacja drużynowa[2][3]
| Miejsce | Reprezentacja     | Soliści | Soliści | Solistki | Solistki | Pary sportowe | Pary sportowe | Pary taneczne | Pary taneczne | Nota łączna |
| Miejsce | Reprezentacja     | SP      | FS      | SP       | FS       | SP            | FS            | RD            | FD            | Nota łączna |
| ------- | ----------------- | ------- | ------- | -------- | -------- | ------------- | ------------- | ------------- | ------------- | ----------- |
| 1       | Stany Zjednoczone | 12      | 12      | 12       | 12       | 8             | 8             | 12            | 12            | 126         |
| 1       | Stany Zjednoczone | 10      | 11      | 6        | 11       | 8             | 8             | 12            | 12            | 126         |
| 2       | Japonia           | 9       | 9       | 11       | 10       | 12            | 12            | 7             | 7             | 110         |
| 2       | Japonia           | 8       | 8       | 9        | 8        | 12            | 12            | 7             | 7             | 110         |
| 3       | Włochy            | 6       | 10      | 8        | 7        | 11            | 11            | 10            | 10            | 86          |
| 3       | Włochy            | 2       | 5       | 4        | 2        | 11            | 11            | 10            | 10            | 86          |
| 4       | Francja           | 11      | 7       | 5        | 5        | 7             | 7             | 9             | 8             | 78          |
| 4       | Francja           | 7       | 6       | 2        | 4        | 7             | 7             | 9             | 8             | 78          |
| 5       | Kanada            | 4       | 4       | 7        | 6        | 9             | 9             | 11            | 11            | 72          |
| 5       | Kanada            | 3       | 2       | 3        | 3        | 9             | 9             | 11            | 11            | 72          |
| 6       | Gruzja            | 5       | 3       | 10       | 9        | 10            | 10            | 8             | 9             | 68          |
| 6       | Gruzja            | 1       | 1       | 1        | 1        | 10            | 10            | 8             | 9             | 68          |